# Вельовесь (Островський повіт)
Вельовесь (пол. Wielowieś) — село в Польщі, у гміні Серошевиці Островського повіту Великопольського воєводства.
Населення — 1222 особи (2011).

## Демографія
Демографічна структура станом на 31 березня 2011 року:
|          | Загалом | Допрацездатний вік | Працездатний вік | Постпрацездатний вік |
| -------- | ------- | ------------------ | ---------------- | -------------------- |
| Чоловіки | 621     | 148                | 405              | 68                   |
| Жінки    | 601     | 124                | 348              | 129                  |
| Разом    | 1222    | 272                | 753              | 197                  |